# Cupa Mondială de Rugby din 2023 Grupa B
Grupa B de la Cupa Mondială de Rugby din 2023 a fost o grupă preliminară din cadrul Cupei Mondiale de Rugby din 2023 ale cărei meciuri au început pe 9 septembrie 2023. Din cadrul grupei au făcut parte echipele naționale din Africa de Sud, Irlanda, România, Scoția și Tonga.

## Clasament
Primele două clasate s-au calificat pentru sferturile de finală ale competiției și pentru Cupa Mondială de Rugby din 2027, iar echipa de pe locul al treilea s-a calificat pentru Cupa Mondială de Rugby din 2027.
| Loc | Echipa        | J | C | E | Î | EM | PP  | PÎ  | +/−  | PB | Pt |
| --- | ------------- | - | - | - | - | -- | --- | --- | ---- | -- | -- |
| 1   | Irlanda       | 4 | 4 | 0 | 0 | 27 | 190 | 46  | +144 | 3  | 19 |
| 2   | Africa de Sud | 4 | 3 | 0 | 1 | 22 | 151 | 34  | +117 | 3  | 15 |
| 3   | Scoția        | 4 | 2 | 0 | 2 | 21 | 146 | 71  | +75  | 2  | 10 |
| 4   | Tonga         | 4 | 1 | 0 | 3 | 13 | 96  | 177 | -81  | 1  | 5  |
| 5   | România       | 4 | 0 | 0 | 4 | 4  | 32  | 287 | -255 | 0  | 0  |

## Meciuri

### Irlanda vs România
| 9 septembrie 2023 |

| Irlanda | 82–8   | România                                 |
| --- | ------ | --------------------------------------- |
| Eseu: Gibson-Park 5' c Keenan 13' c Beirne (2) 17' m, 80+3' c Aki (2) 34' c, 75' c Sexton (2) 40' c, 62' c Herring 45' c O'Mahony (2) 50' c, 70' c McCarthy 67' c Tr: Sexton (7/8) 6', 13', 36', 40', 46', 51', 63' Crowley (4/4) 68', 72', 76', 80+3' | RAport | Eseu: Rupanu 3' m Pen: Rupanu (1/1) 21' |

| Stade de Bordeaux, Bordeaux Spectatori: 41.170 Arbitru: Nika Amashukeli (Georgia) |

### Italia vs Namibia
| 10 septembrie 2023 |

| Africa de Sud                                                                       | 18–3   | Scoția                   |
| ----------------------------------------------------------------------------------- | ------ | ------------------------ |
| Eseu: Du Toit 47' m Arendse 50' c Tr: De Klerk (1/1) 51' Pen: Libbok (2/4) 13', 25' | Raport | Pen: Russell (1/1) 40+1' |

| Stade Vélodrome, Marsilia Spectatori: 63.586 Arbitru: Angus Gardner (Australia) |

### Irlanda vs Tonga
| 16 septembrie 2023 |

| Irlanda | 59–16  | Tonga                                                                          |
| --- | ------ | ------------------------------------------------------------------------------ |
| Eseu: Beirne 21' c Doris 27' c Hansen 33' c Sexton 38' c Lowe 59' c Aki (2) 63' c, 69' c Herring 80' c Tr: Sexton (4/4) 22', 28', 34', 39' Byrne (4/4) 60', 64', 70', 80+2' Pen: Sexton (1/1) 7' | Raport | Eseu: V. Fifita 40+8' c Tr: Havili (1/1) 40+9' Pen: Havili (3/3) 16', 25', 43' |

| Stade de la Beaujoire, Nantes Spectatori: 35.673 Arbitru: Wayne Barnes (Anglia) |

### Africa de Sud vs România
| 17 septembrie 2023 |

| Africa de Sud | 76–0   | România |
| --- | ------ | ------- |
| Eseu: Reinach (3) 2' m, 8' c, 23' c Mapimpi (3) 6' c, 63' m, 67' c Willemse 11' c Fourie 42' m Penalty try 52' Williams (2) 54' c, 61' c Le Roux 73' m Tr: Willemse (5/7) 7', 9', 11', 24', 55' De Klerk (2/4) 62', 68' | Report |         |

| Stade de Bordeaux, Bordeaux Spectatori: 38.789 Arbitru: Mathieu Raynal (Franța) |

### Africa de Sud vs Irlanda
| 23 septembrie 2023 |

| Africa de Sud                          | 8–13   | Irlanda                                                                         |
| -------------------------------------- | ------ | ------------------------------------------------------------------------------- |
| Eseu: Kolbe 51' m Pen: Libbok (1/2) 6' | Report | Eseu: Hansen 33' c Tr: Sexton (1/1) 35' Pen: Sexton (1/1) 59' Crowley (1/1) 77' |

| Stade de France, Saint-Denis Spectatori: 78.542 Arbitru: Ben O'Keeffe (Noua Zeelandă) |

### Scoția vs Tonga
| 24 septembrie 2023 |

| Scoția | 45–17 | Tonga                                                                            |
| --- | ----- | -------------------------------------------------------------------------------- |
| Eseu: Turner 5' c Van der Merwe 27' m Steyn 30' m Darge 40+2' c Horne 54' c Kinghorn 68' c Graham 80+2' c Tr: Russell (5/7) 6', 40+3', 55', 70', 80+3' |       | Eseu: Kata 20' c Tameifuna 44' c Tr: Havili (2/2) 21', 45' Pen: Havili (1/1) 10' |

| Stade de Nice, Nice Arbitru: Karl Dickson (Anglia) |

### Scoția vs România
| 30 septembrie 2023 |

| Scoția | 84–0 | România |
| --- | ---- | ------- |
| Eseu: Watson 9' c Price 17' c Graham (4) 21' c, 34' c, 40' c, 77' c Fagerson 38' c Harris 45' c Smith 53' c Healy 58' c Matthews 71' c Darge 73' c Tr: Healy (11/11) 10', 18', 22', 35', 39', 40', 47', 55', 59', 72', 77' Horne (1/1) 73' |      |         |

| Stade Pierre-Mauroy, Lille Arbitru: Wayne Barnes (Anglia) |

### Africa de Sud vs Tonga
| 1 octombrie 2023 |

| Africa de Sud | 49–18  | Tonga                                                                   |
| --- | ------ | ----------------------------------------------------------------------- |
| Eseu: Reinach 5' c Moodie 20' c Fourie 32' c Kriel 49' c Le Roux 58' c Van Staden 63' c Smith 80+1' c Tr: Pollard (4/4) 6', 21', 33', 51' Libbok (3/3) 59', 65', 80+2' | Raport | Eseu: Tameifuna 38' m Inisi 54' m Pellegrini 73' m Pen: Havili (1/1) 3' |

| Stade Vélodrome, Marsilia Spectatori: 60.387 Arbitru: Luke Pearce (Anglia) |

### Irlanda vs Scoția
| 7 octombrie 2023 |

| Irlanda | 36–14  | Scoția                                                    |
| --- | ------ | --------------------------------------------------------- |
| Eseu: Lowe 2' m Keenan (2) 26' c, 39' c Henderson 32' c Sheehan 44' m Ringrose 58' m Tr: Sexton (3/5) 27', 33', 40' | Raport | Eseu: Ashman 64' c Price 66' c Tr: Russell (2/2) 65', 66' |

| Stade de France, Saint-Denis Spectatori: 78.459 Arbitru: Nic Berry (Australia) |

### Tonga vs România
| 8 octombrie 2023 |

| Tonga | 45–24  | România                                                                                                 |
| --- | ------ | --- |
| Eseu: Kata (2) 11' c, 66' m Moala 15' c Taumoepeau 22' c Vailanu 49' c Ahki 62' c Taumoefolau 71' m Tr: Havili (5/7) 13', 17', 23', 51', 63' | Raport | Eseu: Boboc 30' c Surugiu 36' c Simionescu 55' c Tr: Conache (3/3) 32', 37', 57' Pen: Conache (1/2) 19' |

| Stade Pierre-Mauroy, Lille Arbitru: Angus Gardner (Australia) |